# Stenosmylus stenopterus
Stenosmylus stenopterus är en insektsart som beskrevs av Robert McLachlan 1867.
Stenosmylus stenopterus ingår i släktet Stenosmylus och familjen vattenrovsländor. Inga underarter finns listade i Catalogue of Life.